# Robot Rascals
Robot Rascals est un jeu vidéo d’ambiance développé par Ozark Softscape et publié par Electronic Arts en 1986 sur Apple II, Commodore 64 et IBM PC. Dans le jeu, entre deux et quatre joueur s’affrontent dans une  chasse au trésor sur une planète fictive. Chaque joueur contrôle un robot, choisit parmi les dix modèles proposés, et reçoit au départ plusieurs cartes qui correspondent à des objets. L’objectif est d’explorer la surface de la planète à la recherche de ces objets puis de les ramener à la maison. Au cours de leur mission, les joueurs peuvent se voler des objets, utilisés d’autres types de cartes pour altérer le cours de la partie ou voir leur robot tomber en panne,,,,.